# 水野忠敬
水野 忠敬（みずの ただのり）は、幕末の大名、明治時代の華族。駿河沼津藩の第8代藩主、のちに上総菊間藩主。沼津藩水野家15代。5万石。

## 経歴
嘉永4年7月10日（1851年8月6日）、沼津藩水野家の分家旗本（浜町水野家）の水野忠明の次男として生まれる。慶応2年（1866年）に本家の第7代藩主水野忠誠が死去したため、その養子として家督を継いだ。慶応3年4月4日（1867年5月7日）に出羽守に叙任し、江戸城大手門番を務めた。慶応4年（1868年）からの戊辰戦争では新政府に協力した。
同年7月、徳川家達が東海に入ってきたため、上総菊間藩に移封となる。明治2年3月4日（1869年4月15日）に羽後守に転任する。6月19日（7月27日）には版籍奉還により藩知事となり、明治4年7月14日（1871年8月29日）の廃藩置県で免官となった。
1884年（明治17年）7月8日、子爵を叙爵。1907年（明治40年）8月17日に死去した。享年57。

## 家族
父母
- 水野忠明（実父）
- 水野忠義の娘（実母）
- 水野忠誠（養父）

妻
- 松平鍈子 ー 松平正和の三女

子女
- 水野忠亮[3]（長男）生母は鍈子（正妻）
- 水野銓子（長女） ー 子爵南部利克夫人
- 水野貞子（三女） ー 子爵水野直夫人
- 水野進子（四女） ー 子爵松平保男夫人